# Michal Pohanka
Michal Pohanka (* 13. dubna 1969 Brno) je český lékař a politik, v letech 2006–2008 poslanec Poslanecké sněmovny Parlamentu České republiky zvolený původně za ČSSD. Spolu s poslancem Milošem Melčákem v lednu 2007 umožnili, aby získala důvěru druhá vláda Mirka Topolánka a následně působil jako nezařazený poslanec podporující vládu.

## Lékař a politik
Vystudoval v roce 1993 Lékařskou fakultu Masarykovy univerzity v Brně. Poté pracoval jako lékař v gynekologii a porodnictví. V komunálních volbách roku 1994 neúspěšně kandidoval do zastupitelstva městského obvodu Brno-Královo Pole za ČSSD. Zvolen sem byl v komunálních volbách roku 1998. Profesně se uvádí k roku 1998 jako lékař.
V letech 2000 – 2002 byl náměstkem ministra zdravotnictví Bohumila Fišera, ten ho poté 1. července 2002 jmenoval ředitelem Fakultní nemocnice u sv. Anny v Brně. Když se na podzim 2005 stal ministrem zdravotnictví David Rath, ihned povolal Michala Pohanku do funkce 1. náměstka. Díky tomu, že prezident Václav Klaus nechtěl zpočátku jmenovat Ratha ministrem, stal se Pohanka náměstkem dříve, než Rath usedl na ministerské křeslo (Rath byl navržen 20. října, Pohanka byl jmenován 24. října a Rath 2. listopadu 2005). Ve funkci náměstka Pohanka vydržel do konce funkčního období tehdejší vlády v létě 2006.

## Poslanec
V roce 2006 kandidoval do Poslanecké sněmovny za ČSSD (volební obvod Jihomoravský kraj, coby číslo 5 na kandidátce ČSSD). Byl zvolen poslancem, ale jako první v tomto volebním období oznámil odchod z poslaneckého klubu této strany. Později vystoupil i z ČSSD, ale poslancem zůstal. Působil jako člen mandátového a imunitního výboru a výboru pro zdravotnictví. Ve sněmovně setrval do 11. prosince 2008. Od října 2006 byl nezařazeným poslancem.
Dne 19. ledna 2007 se spolu s Milošem Melčákem nezúčastnili hlasování Poslanecké sněmovny o důvěře druhé vládě Mirka Topolánka. Díky tomu vláda důvěru získala a skončila tak 7 měsíců trvající vládní krize.

### Motiv
Následně se ve sdělovacích prostředcích objevilo mnoho spekulací o Pohankově motivaci pro podporu vlády. Např. především vedení ČSSD naznačovalo možnost podplácení poslanců Pohanky a Melčáka ze strany ODS, případně snahu zabránit vyšetřování kauz ze svého působení v brněnské nemocnici nebo během funkce náměstka na ministerstvu zdravotnictví. Žádná z těchto teorií se však nepotvrdila. Ve svých pamětech Jak se dobývá Hrad vydaných v roce 2014, uvedl bývalý poradce prezidenta Miloše Zemana Miroslav Šlouf, že Melčáka a Pohanku k podpoře Topolánka přesvědčili právě on se Zemanem.

### Složení mandátu
Dne 11. prosince 2008 oznámil v regionální televizi TVb1, že složil poslanecký mandát. Příčinou tohoto rozhodnutí je, podle Pohanky, možnost navázání užší komunikace mezi ODS a ČSSD. Na jeho místo nastoupila ředitelka Domu s pečovatelskou službou Irena Kočí z Moravského Krumlova, která byla níže postavená na sociálnědemokratické kandidátce ve volbách 2006.

## Po odchodu z politiky
Po vzdání se mandátu působil dál v oblasti medicíny jako sexuolog, byl přednostou Sexuologického ústavu Všeobecné fakultní nemocnice a 1. lékařské fakulty Univerzity Karlovy. V roce 2019 opět usiloval o místo ředitele Fakultní nemocnice u svaté Anny v Brně, a přestože ho výběrová komise mezi ostatními kandidáty doporučila, ministr zdravotnictví Adam Vojtěch ho na místo jmenovat odmítl a vyhlásil nový konkurs. Přestože se Pohanka přihlásil znovu, v tomto případě už komise místo jako nejlepšího kandidáta doporučila Vlastimila Vajdáka, který byl následně ministrem do funkce jmenován.